# 物理小识
《物理小识》共十二卷，是方以智的作品。

## 概述
《物理小识》收集明朝以前的一些物理、化学、生物、医药、哲学、艺术等作品，包括张华《博物志》、赞宁的《物类相感志》、王宣的《物理所》。 崇祯癸未（1643年）初稿始成，這時李自成軍隊攻陷北京，方以智急忙逃出北京，未及校訂。該書原附於《通雅》之後，由次子方中通和以智学生揭暄校訂而成。

## 架構
《物理小识》內容分十五类，是為〈天类〉、〈历类〉、〈风雷雨電类〉、〈地类〉、〈占候类〉、〈人身类〉、〈医药类〉、〈饮食类〉、〈衣服类〉、〈金石类〉、〈器用类〉、〈草木类〉、〈鸟兽类〉、〈鬼神方术类〉、〈异事类〉。今存有康熙三年（1664年）宛平于藻庐陵刻本。